# Villám hadművelet
A Villám hadművelet (horvátul:  Operacija Bljesak) a Horvát Hadsereg (HV) rövid offenzívája volt, amelyet a magát protoállamnak kikiáltott Krajinai Szerb Köztársaság (RSK) erői ellen 1995. május 1. és 3. között hajtottak végre. Az offenzíva a horvát függetlenségi háború késői szakaszában történt, és az első nagyobb összecsapás volt miután 1994-ben a felek tűzszünetet kötöttek és a gazdasági együttműködési megállapodást írtak alá. Az utolsó szervezett RSK-ellenállás hivatalosan május 3-án szűnt meg, a csapatok többsége másnap Pakrác közelében megadta magát, bár a felszámolási műveletek még két hétig tovább folytatódtak.
A Villám hadművelet stratégiai győzelmet jelentett Horvátország számára, aminek eredményeként az RSK erői által ellenőrzött területből Okucsány városában és környékén egy 558 négyzetkilométeres beugró részt foglaltak el. A Zágráb–Belgrád autópálya és vasút mellett fekvő idegen kézben levő város jelentős közlekedési problémák elé állította Horvátországot az ország fővárosa, Zágráb és Szlavónia keleti régiója, valamint az RSK által birtokolt, nem összefüggő területek között. A terület az ENSZ Biztonsági Tanácsának horvátországi békefenntartó mandátuma alapján az Egyesült Nemzetek Bizalomhelyreállító Művelete (UNCRO) nyugati szektorának része volt. A támadóerő 7200 HV katonából állt, akiket a horvát különleges rendőrség is támogatott, mintegy 3500 RSK katonával szemben. A műveletre válaszul az RSK hadserege bombázta Zágrábot és más horvát városokat, hét halálos áldozatot és 205 sérültet okozva.
A támadásban 42 horvát katona és rendőr vesztette életét, 162-en pedig megsebesültek. Az RSK áldozatai vitathatók – a horvát hatóságok 188 szerb katona és civil halálát közölték, és becsléseik szerint 1000-1200 sebesült volt. Szerb források viszont azt állították, hogy a horvátok 283 szerb civilt öltek meg, ellentétben a Horvát Helsinki Bizottság által közölt 83-mal. Becslések szerint a régióban élő 14 000 szerb kétharmada azonnal elmenekült, és a következő hetekben még többen követték őket. A becslések szerint június végére már csak 1500 szerb maradt a területen. Ezt követően Yasushi Akashi, az ENSZ főtitkárának személyes képviselője bírálta Horvátországot az emberi jogok „tömeges megsértése” miatt, de kijelentéseit a Human Rights Watch és bizonyos mértékig az ENSZ Emberi Jogi Bizottságának jelentéstevője, Tadeusz Mazowiecki cáfolta.

## Előzmények
A horvátországi szerbek 1990-es lázadása a dalmát hátország Knin környéki túlnyomóan szerbek lakta területeire, a Lika, a Kordun, Banovina, Kelet-Horvátország jelentős szerb lakosságú településeire, valamint Nyugat-Szlavónia egyes részeire összpontosult, amelyek központja Pakrác és Okucsány városai voltak. A rönkforradalom korai szakaszában szerbek tízezrei menekültek el Horvátország által ellenőrzött városokból, amely a Krajinai Szerb Köztársaság (RSK) néven ismert politikai entitás létrejöttéhez vezetett. Az RSK meghirdetett szándékát, hogy politikailag integrálódjon Szerbiába, a horvát kormány lázadásnak tekintette. 1991 márciusára a konfliktus a horvát függetlenségi háborúvá fajult. 1991 júniusában Jugoszlávia felbomlásával Horvátország kikiáltotta függetlenségét, amely három hónapos moratórium után október 8-án lépett hatályba. 1991. október végétől december végéig a HV végrehajtotta az Otkos–10 és Hurrikán–91 hadműveleteket, visszafoglalva az RSK által megszállt Nyugat-Szlavónia 60%-át, aminek következtében a szerbek elmenekültek a területről, míg néhányukat egy Pakračka Poljanában létesített haláltáborban öltek meg. Az RSK is etnikai tisztogatást indított a horvát civilek ellen, és a nem szerbek többségét 1993 elejére kiűzték az általuk uralt területekről. A háború vége után a tömegsírokból a szerb csapatok által meggyilkolt civilek ezreit exhumálták.
Mivel a Jugoszláv Néphadsereg (JNA) egyre inkább támogatta az RSK-t, és a horvát rendőrség nem tudott megbirkózni a helyzettel, 1991 májusában megalakult a Horvát Nemzeti Gárda (ZNG). A ZNG novemberben a Horvát Hadsereg (HV) nevet vette fel. A horvát hadsereg fejlesztését azonban akadályozta az Egyesült Nemzetek Szervezete (ENSZ) szeptemberben bevezetett fegyverembargója. A háború leghevesebb harcai 1991 utolsó hónapjaiban zajlottak, melyek csúcspontjai a laktanyacsata, Dubrovnik ostroma, és a vukovári csata voltak. Szeptemberben és októberben a nyugat-szlavóniai terület is JNA offenzíva színhelye lett, amelynek célja a horvát főváros Zágráb és Szlavónia közötti összes közlekedési kapcsolat megszakítása volt. Annak ellenére, hogy a HV-nek az Otkos–10 és a Hurrikán–91 hadműveletekben sikerült visszaszereznie a JNA előrenyomulásával megszerzett területek nagy részét, nem sikerült visszaszerezni a Zágráb–Belgrád autópálya és a Szlavónia védelme szempontjából fontos vasútvonal feletti ellenőrzést.
1992 januárjában Horvátország, a JNA és az ENSZ képviselői aláírták a Szarajevói megállapodást, és ennek eredményeként a két fél között a harcok szüneteltek. A sikertelen tűzszünetek sorozatának véget vetve a megállapodás felügyeletére és fenntartására, az Egyesült Nemzetek Védelmi Erőit (UNPROFOR) telepítették Horvátországba. A konfliktus azonban hamarosan átterjedt eddigi békés vidékekre, és a JNA hamarosan visszavonult Horvátországból Bosznia-Hercegovinába, ahol új konfliktus volt kialakulóban, de Szerbia továbbra is támogatta az RSK-t. Maslenica hadművelet révén, és mivel Dubrovnik ostromát feloldották, újabb kis területek kerültek horvát ellenőrzés alá. A horvátországi városokat és falvakat a szerbek időnként tüzérséggel és rakétákkal támadták, de az RSK városait is lőtték a horvát erők. Az RSK-nak nyújtott katonai és egyéb segítség, a Banja Lukából indított alkalmi légitámadások, és leginkább a horvát városok elleni tüzérségi támadások révén, a harcokban korlátozott kapacitással részt vettek a bosznia-hercegovinai szerbek által birtokolt terület, a Boszniai Szerb Köztársaság fegyveres erői is, de a HV is részt vett Bosznia-Hercegovinában a boszniai szerbek elleni hadjáratban. A horvát beavatkozás alapja az 1995. július 22-én Franjo Tuđman horvát, és Alija Izetbegović boszniai elnök által aláírt felosztási megállapodás volt, mely lehetővé tette a HV fegyveres erőinek nagyszabású bevetését Bosznia-Hercegovinában, amely Banja Lukához szorította vissza a boszniai szerb erőket, mellyel a város a horvát tüzérség hatótávolságán belülre került.
Az 1994. márciusi washingtoni megállapodás véget vetett a horvát–bosnyák háborúnak, és megteremtette a feltételeket, hogy az Amerikai Egyesült Államok katonai segítséget nyújtson Horvátországnak. Horvátország amerikai katonai tanácsadókat kért az MPRI katonai tanácsadó cégen keresztül polgári kiképzésére, melyet Richard Holbrooke augusztusi jóváhagyásával az amerikai külügyminisztérium engedélyezett. Az MPRI-t azért alkalmazták a feladatra, mert az ENSZ fegyverembargója még mindig érvényben volt, és HV-tiszteket és személyi állományt látszólag a NATO Partnerség a Békéért programban való részvételre felkészülés céljából 1995. januártól áprilisig 14 héten át képezték ki. Az MPRI feltételezhetően a doktrinára vonatkozó tanácsokat, műveleti tervezést és az Egyesült Államok kormányának műholdinformációit is biztosította Horvátországnak. Az MPRI és a horvát tisztviselők azonban elutasították ezeket a találgatásokat. 1994 novemberében az Egyesült Államok egyoldalúan megszüntette a Bosznia-Hercegovina elleni fegyverembargót, ami gyakorlatilag lehetővé tette a HV számára is a szállítást, mivel a Horvátországon keresztül szállított fegyverek és lőszerek 30%-át átrakodási díjként Horvátország megtarthatta. Az Egyesült Államok szerepvállalása a Bill Clinton által 1993 februárja óta támogatott új katonai stratégiát tükrözte.
1994-ben az Egyesült Államok, Oroszország, az Európai Unió (EU) és az ENSZ igyekezett beváltani a Cyrus Vance ENSZ különmegbízott 1992-es béketervét. Ennek értelmében fogalmazták meg az ún. Z-4 tervet, amely jelentős autonómiát biztosított volna a Horvátországban levő szerb többségű területeknek. A terv számos, és gyakran  koordinálatlan kidolgozása után, ideértve a tervezet elemeinek a sajtóba való októberi kiszivárogtatását, a Z-4 tervet végül 1995. január 30-án tették közzé, de az sem Horvátországnak, sem az RSK-nak nem tetszett. Horvátország attól tartott, hogy az RSK esetleg elfogadja, de Franjo Tuđman horvát elnök hamar rájött, hogy Slobodan Milošević, aki végül is az RSK nevében dönt, nem fogadná el a tervet, mert attól tart, hogy az precedenst teremtene Koszovó politikai rendezése számára, lehetővé téve Horvátországnak, hogy elfogadja a tervet anélkül, hogy az megvalósítható lenne. Az RSK végül nemhogy elfogadni, de még átvenni sem volt hajlandó a tervet.
1994 decemberében Horvátország és az RSK gazdasági megállapodást kötött a közúti és vasúti kapcsolatok, a víz- és gázellátás helyreállításáról, valamint az Adria olajvezeték egy részének használatáról. Annak ellenére, hogy a megállapodás egy részét soha nem hajtották végre, a csővezetéket és az A3-as autópálya Okucsány vidékén, az RSK területén áthaladó egy 23,2 km-es szakaszát megnyitották, mely több órával lerövidítette az utazást a fővárosból Szlavóniába. Az autópálya-szakasz megnyitása a további tárgyalások során stratégiai jelentőségűvé vált mind Horvátország, mind az RSK számára. A szakaszt, válaszul az RSK által birtokolt területet elhagyó kereskedelmi forgalom fokozott ellenőrzésére az RSK április 24-én 24 órára lezárta. Az ENSZ Biztonsági Tanácsának 1995. március 31-iki 981. határozata az UNPROFOR helyett létrehozta az UNCRO-t (United Nations Confidence Restoration Operation) az Egyesült Nemzetek Szervezetének bizalomhelyreállító műveletét, és megbízta a szervezet haderejét az RSK által birtokolt területet a Jugoszláv Szövetségi Köztársaságtól és Bosznia-Hercegovinától elválasztó horvát nemzetközi határok megfigyelésével, valamint a legutóbbi, 1994. március 29-én megkötött tűzszünet és az 1994. decemberi gazdasági megállapodás végrehajtásának elősegítésével.
A helyzet újra súlyosbodott április 28-án, amikor egy horvát menekült leszúrt egy szerbet. 1991 előtt mindketten ugyanabban a faluban éltek, a Horvátország ellenőrzése alatt álló területen Újgradiska közelében az autópálya melletti töltőállomásnál. Erre válaszul szerbek egy csoportja, köztük a meggyilkolt férfi testvére, járművekre lövöldözött az autópályán, mely nyitva maradt annak ellenére, hogy az UNCRO kérte Horvátországot az útvonal lezárására. A lövöldözésben három civil meghalt, az RSK katonák pedig ötöt letartóztattak. A lövöldözés éjjel 1 órakor maradt abba, az öt letartóztatottat reggel 5 órakor elengedték, az UNCRO pedig követelte az autópálya újranyitását. Az RSK 18. hadteste és az okucsányi rendőrfőkapitány az RSK knini vezetőségének utasítására a kérést elutasította, de később megállapodtak abban, hogy május 1-jén reggel 6 órakor újranyitják az utat, április 30-án este 8 órakor azonban törölték az autópálya újranyitására vonatkozó határozatot. Ugyanazon az éjszakán három rakétagránátot lőttek Pakrác horvát irányítás alatt álló részébe, és egy járművet támadtak meg a Pakrác-Pozsega úton, az RSK állásaihoz közel. Utóbbinak egy halottja és egy elfogott civil áldozata lett. Hrvoje Šarinić, Tuđman tanácsadója megerősítette, hogy Horvátország fontolóra vette egy olyan katonai akció megszervezését, amely az autópálya területének katonai elfoglalását eredményezné, de azt tagadta, hogy erre szükség lett volna, mivel ismert volt, hogy rendszeresen előfordulnak incidensek.

## A szembenálló erők
A HV vezérkara még 1994 decemberében kidolgozott egy tervet az RSK által birtokolt nyugat-szlavóniai terület elfoglalására. Eszerint az erők Okucsányhoz közeledve, Novszkától keletre és Újradiskától nyugatra haladtak volna előre, elszigetelve a vonaltól északra maradó RSK erőket, miközben tartalék gyalogdandárok és honvédezredek visszatartják őket. A főhaderő egy része a támadás főtengelyétől délre eső területet biztosítaná, elérve a Száva folyót, hogy megakadályozza, hogy a Boszniai Szerb Köztársaság hadserege (VRS) által küldött erősítések eljussanak a támadási területhez. A terv tartalmazta a Horvát Légierő (CAF) légicsapásait a térség egyetlen Száva-hídjára, amely Ógradiska és boszniai Gradiška között ívelte át a folyót. Az offenzíva második szakaszában egy arcvonal kiigazítási műveletet terveztek, hogy megszüntessenek minden ellenállási beékelődést. A HV vezérkara és a HV belovári hadteste februárban teljes vezetési és terepi hadgyakorlatot hajtott végre a hadművelethez. A hadműveletet a dandár Luka Džanko által vezényelt belovári hadteste irányította, bár a HV vezérkar három előretolt parancsnoki harcálláspontot is felállított, lehetővé téve hogy Zvonimir Červenko tábornok gyorsan reagáljon az eseményekre. Az elsődleges harcálláspontok Novszkában és Újradiskában voltak, Ivan Basarac vezérőrnagy és Petar Stipetić altábornagy irányítása alatt. Červenko akkoriban a vezérkar megbízott főnöke volt, mivel Janko Bobetko tábornok egy zágrábi kórházba került.
Horvátország a támadás lebonyolítására 7200 katonát vetett be, köztük három gárdadandár elemeit és egy független zászlóaljat, amelyet a horvát rendőrség különleges erői, valamint a HV és Nemzeti Gárda tartalékos egységei is támogattak. A területet védő RSK 18. nyugat-szlavóniai hadtestébe 4773 katonát vártak, mivel április 28-án és 29-én már elrendelték a csapatok mozgósítását. A mozgósítás eredményeként a 18. hadtest, amelynek parancsnoka Lazo Babić ezredes volt, mintegy 4500 katonával rendelkezett, A csata elemzésére felállított RSK bizottság azt állította, hogy miután a támadás megindult, egyes RSK egységek nem voltak képesek a páncéltörő fegyverek visszaszerzésére az UNCRO Ógradiska és Pakrác közelében lévő raktáraiból. A fegyvereket az 1994. márciusi tűzszüneti megállapodás értelmében tárolták ott, de ennek ellenére az UNCRO nem állt ellenaz RSK csapatainak, hogy elvigyék az ott tárolt fegyvereket.

## A hadművelet lefolyása

### Május 1.
1995. május 1-jén Šarinić telefonon értesítette az UNCRO-t a közelgő HV offenzíváról, hajnali 4-kor felhívta Raymond Crabbe kanadai tábornokot, hogy az UNCRO csapatai időben menedéket kereshessenek. A Villám hadművelet hajnali 4:30-kor az RSK állásainak tüzérségi előkészítő támadásával kezdődött. A gyalogsági és páncélos egységek Novszkából, Újgradiskából és Pakrácból kiindulva Okucsány, valamint különböző időpontokban 5:30 és 7 óra között Novszkából Jasenovac felé indultak. A horvát tüzérség és a CAF csapásai pánikot keltettek az RSK hátában, de az ógradiskai Száva-hidat nem sikerült semlegesíteni. Bobetko aggódott a városban található RSK harckocsik, mint az esetleges ellentámadás lehetséges erői miatt, ezért azt kérte, hogy a CAF vesse be Mi–24-eseit, hogy megakadályozza az RSK páncélosainak beavatkozását.
Hajnali 5:30-kor a horvát különleges rendőri erők áthatoltak a Novszkával szemben állomásozó 98. gyalogdandár és a Jasenovacot védő 1. taktikai csoport (TG1) között az RSK védelmén keletkezett résen, megzavarva az RSK állásainak stabilitását, és a HV támadás Novszka–Okucsány tengelyén átkarolva a 98. dandárt, ahol az 1. gárdadandár egy zászlóalja az autópályával párhuzamos, alsóbbrendű úton haladt előre, míg a 2. gárdadandár egy zászlóalja és a 3. gárdadandár szétzúzva az RSK védelmét, magán az autópályán haladt kelet felé. 13 órakor az RSK 98. gyalogdandár parancsnoka elhagyta az egységet, és súlyos veszteségekre hivatkozva jelentette a hadtest parancsnokának, hogy a dandár a rendezetlenség állapotában van. A Jasenovac elfoglalására irányuló HV-támadás a 125. honvédezred kétirányú, Bročicétól és Drenov Boktól délre és keletre irányuló előrenyomulása volt, amelyet a különleges rendőrség erői támogattak. A TG1 nem mutatott jelentős ellenállást, és a HV dél és délután 1 óra között elfoglalta Jasenovacot. Délután az RSK okucsányi hatóságai engedélyezték a civilek evakuálását; azonban a civilekhez gyorsan csatlakoztak a 98. és az 54. dandár visszavonuló elemei. A TG1 délre vonult vissza a Száva folyón át. Jasenovac elfoglalása után a HV 125. honvédezred és a különleges rendőrség kelet felé a Száva folyó mentén haladt előre.
Az RSK 54. gyalogdandárja a HV 5. gárdadandár 4. zászlóaljával, a 123. dandár 81. gárda-zászlóaljával és a 121. honvédezreddel szemben, Okucsánytól keletre, az Újgradiska–Okucsány vonalon foglalt állást. A parancsnoki kommunikáció hibái miatt azonban a HV támadása elmaradt, így a 81. gárdazászlóalj arra kényszerült, hogy Dragalićban a jól felkészült védőkkel nézzen szembe. Stipetić, aki személyesen járta a frontot, arról számolt be, hogy a késés akár két és fél órát is jelentett. Válaszul a HV átirányította az 5. gárdadandár 4. zászlóalját, a 265. felderítő szabotázsszázad és a 123. dandár páncélos századát az RSK csapatok kiszorítására. Az RSK 54. gyalogdandár egészen 9 óráig erős ellenállást fejtett ki, amikor a parancsnoka visszavonulást rendelt el. Ennek ellenére a HV egységei elfoglalták a D5-ös, Okucsány–Pakrác úton fekvő Bijela Stijena falut és május 1-jén 23:00-ig, mielőtt a parancsnokság éjszakára felfüggesztette volna a további előrenyomulást, bekerítették Okucsány városát. Bijela Stijena elfoglalása hatékonyan szigetelte le az RSK 51. gyalogdandárt, az 59. és 63. különítményt, az RSK különleges rendőrségét, valamint az 54. gyalogdandár 1. zászlóalját és a 98. gyalogdandár 2. zászlóalját Okucsánytól északra. Továbbá a Pakrác melletti RSK haderő sem tudott kommunikálni hadtest parancsnokságával, mert kommunikációs rendszerük meghibásodott. Pakrác térségében a HV bevetette a 105. gyalogdandárt és az 52. honvédezredet. Becslésük szerint az ottani RSK-erőket jól körülvették, és a HV úgy döntött, hogy inkább elszigeteli és kiszorítja őket a hadszíntérről, semmint bármilyen nagyszabású harcba bocsátkozna velük.

### Május 2.
A HV május 2-án kora reggel folytatta előrenyomulását. Az RSK 98. és 54. gyalogdandár visszavonuló elemei a délre, a Boszniai Szerb Köztársaság felé evakuáló civilekkel keveredve Novi Varoš közelében összecsaptak a 265. felderítő szabotázsszázaddal, de sikerült dél felé továbbhaladniuk. Az RSK 18. hadteste Óradiskából, Milan Čeleketić tábornoknak, az RSK vezérkari főnökének parancsa ellenére a Száva folyón túli Gradiškába, a Boszniai Szerb Köztársaságba helyezte át főhadiszállását. A HV délután 1 órakor, amint a Novszka és Újgradiska felől előrenyomuló HV-harapófogó bezárult, elfoglalta Okucsányt. Körülbelül ugyanebben az időben érkezett meg az RSK 54. gyalogdandár Okucsányból evakuált parancsnoksága Ógradiskába, és megtorlásként tüzérségi csapást rendelt el Újgradiskára. Annak ellenére, hogy Kelet-Szlavóniából további RSK támogató csapatok érkeztek a területre, a csatatéren történt fejlemények ismeretében nem voltak hajlandók harcolni.
Az RSK 18. hadtestének közeli légi támogatás iránti kérelmeit a Boszniai Szerb Köztársaság politikai vezetése, valamint az RSK vezérkara elutasította. Úgy gondolták, hogy a HV megtámadhat más RSK által birtokolt területeket is, ráadásul a NATO Bosznia-Hercegovina feletti repüléstilalmi zónáját kellett volna repülni. hogy segítsék a 18. hadtestet. Az RSK mindössze két helikoptert vetett be az alakulat támogatására, de azokat a kommunikációs rendszer meghibásodása miatt nem tudták a HV ellen irányítani. Ezzel szemben a CAF Ógradiska közelében megtámadta az RSK állásait, konkrétan az ottani Száva folyón átívelő hidat. Az egyik ilyen bevetésen május 2-án 13 órakor a Boszniai Szerb Köztársaság légvédelme lelőtt egy CAF MiG–21-est, amelynek pilótája az a Rudolf Perešin volt, aki 1991-ben gépével Ausztriába menekült, és aki a lelövés következtében életét vesztette.
Az RSK vezetése úgy döntött, hogy a támadást megtorolja Horvátországon, és elrendeli a horvát városközpontok tüzérségi bombázását. Május 2-án az RSK tizenegy M–87 Orkan rakétával megtámadta Zágrábot és zágrábi repülőteret. A támadás másnap megismétlődött. A két támadásban 6 civil vesztette életét és 205-en megsebesültek, míg egy fel nem robbant bomba hatástalanítása közben egy rendőr is életét vesztette. Az Amerikai Egyesült Államok horvátországi nagykövete, Peter Galbraith a támadást egy mindenre kiterjedő háborús szándék kinyilvánításának nevezte.

### Május 3.
Május 3-án Horvátország és az RSK az ENSZ főtitkára személyes képviselőjének Jaszusi Akasinak a  közvetítésével megállapodott, hogy még aznap délután 4 óráig befejezik az ellenségeskedést. Ennek következtében délután 3 órakor az RSK vezérkara utasította a 18. nyugat-szlavóniai hadtestet a tűzszünetre, Milan Babić RSK elnök pedig megparancsolta Stevo Harambašić alezredesnek az RSK 51. gyaloghadosztály parancsnokának, hogy az argentin UNCRO zászlóaljnak adja át azt a 7000 katonát és polgári személyt, akiket a HV Pakráctól délre bekerített. Május 3-án Harambašić és mintegy 600 katona megadta magát, míg többen Pakráctól keletre és délkeletre a Psunj hegységben maradtak. A megadást Nikola Ivkanec, pakráci rendőrfőnök elfogadta.

### Május 4. és utána
Mivel az RSK-csapatokból százak nem voltak hajlandók megadni magukat, és a psunji erdőkben maradtak, Bobetko kinevezte Stipetićet, hogy végezzen felszámolási műveleteket ezekkel a csapatokkal szemben. A HV tüzérségi támadásokkal megközelítőleg 1500 RSK katonát kényszerített állásai felé, és a nap végére elfogta őket. Mindazonáltal a HV és a horvát különleges rendőrség továbbra is tisztogatta a területet az RSK megmaradt katonáira vadászva. A 98. RSK gyalogdandár 2. zászlóaljának egy ilyen, körülbelül 50 fős csoportja május 7-én átúszta a Száva folyót, és a Boszniai Szerb Köztársaságba menekült. A felszámolási műveletek május 20-án fejeződtek be, amikor az utolsó, Psunjban rejtőző RSK csapatok is megadták magukat a horvátoknak.

## Következmények
A Villám hadművelet stratégiai győzelem volt Horvátország számára. Elfoglalta a korábban az RSK birtokában lévő 558 km2 területet, és ezzel  a teljes nyugat-szlavóniai régiót hatalmába kerítette. A horvát kormány ellenőrzése alá vonta és biztosította a stratégiailag fontos közúti és vasúti összeköttetéseket a főváros és az ország keleti része között. Horvátország katonai veszteségei az offenzívában 42 halott és 162 sebesült volt. Horvátország eredeti becslései szerint az RSK katonaságából 350-450-en haltak meg és 1000-1200 sebesültjük volt. Az akcióban elesettek számát később 188-ra módosították. Ez a szám katonai és civil haláleseteket is tartalmazott. Május 3-4-én a HV és a horvát különleges rendőrség pedig hozzávetőleg 2100 hadifogolyt ejtett. A hadifoglyokat, köztük a letartóztatott RSK tisztviselőket Belovárban, Pozsegában és Varasdon zárták fogolytáborokba a háborús bűnökben való részvétel kivizsgálására. A fogvatartottak egy részét fogva tartásuk első estéjén megverték vagy más módon bántalmazták, de orvosi ellátást kaptak, melyet általában jónak ítéltek. A HV-tűzben az UNCRO-nál szolgáló három jordániai katona sebesült meg.
A Villám hadművelet másik következménye az volt, hogy a horvát offenzíva alatt vagy közvetlenül azt követően a régió szerb lakosságának kétharmada elmenekült (a szerb lakosságot 1995. május 1. előtt 13-14 000-re becsülték). Ezenkívül a Villám hadműveletet követő egy hónapon belül saját kérésükre kétezret evakuáltak Bosznia-Hercegovina szerbek által birtokolt területeire. Becslések szerint június végéig már csak legfeljebb 1500 szerb élt a területen. Szerb források szerint 283 szerbet öltek meg, és 15 000 és 30 000 között menekültek el, miközben azt állítják, hogy a régió lakossága az offenzíva előtt 15 000 volt. Más szerb és orosz források szerint ez a szám 29 000 főt is elért. A Horvát Helsinki Bizottság szerint összesen 83 civil vesztette életét, közülük 30-an Novi Varoš közelében, ahol a szerb civilek és az RSK katonasága együtt özönlött dél felé, a Boszniai Szerb Köztársaság felé menekülve. A visszavonuló oszlopban meghalt 30 ember egy része a HV támadás áldozata volt, míg másokat a visszavonulás felgyorsítása érdekében az RSK csapatai öltek meg.
A Human Rights Watch (HRW) bírálta Akasit, amiért a HV erőteljes emberi jogi visszaéléseiről beszélt annak ellenére, hogy nem állt rendelkezésre bizonyíték az ilyen állítások alátámasztására. A szervezet bírálta Akasi május 6-iki nyilatkozatát is, amely szerint az ENSZ Menekültügyi Főbiztossága (UNHCR) banja lukai irodája 100 nyugat-szlavóniai menekülttel készített interjút, és megállapította, hogy a menekültoszlopot HV tüzérségi és mesterlövész támadásoknak tették ki. A HRW arra a következtetésre jutott, hogy az UNHCR három nem szerb alkalmazott munkatársa valószínűleg nem tudott megfelelő interjút készíteni mindössze négy nap alatt 100 emberrel, mivel az interjúk körülményeit erősen gyanúsnak ítélte. Akasival ellentétben a HRW úgy ítélte meg, hogy a HV magatartása professzionális volt. Ezt követően Az Egyesült Nemzetek Szervezetének Emberi Jogi Bizottsága A jelentéstevő Tadeusz Mazowiecki meglátogatta a térséget, és arra a következtetésre jutott, hogy a konfliktusban mindkét fél súlyosan megsértette a humanitárius jogot és az emberi jogokat, bár nem jelentős mértékben.
Az ENSZ Biztonsági Tanácsa (ENSZ BT) két nyilatkozatot adott ki, az egyiket 1995. május 1-jén, a másikat pedig május 4-én, a művelet során, illetve közvetlenül azt követően. Az első nyilatkozat azt követelte, hogy Horvátország fejezze be támadásait a térségben, és Horvátországnak és az RSK-nak is be kell tartania a hatályos gazdasági és tűzszüneti megállapodásokat. A második nyilatkozat megismételte a három nappal korábban megfogalmazott kéréseket hozzátéve, hogy az ENSZ BT elítéli az RSK Zágráb és más lakossági központok elleni támadásait, Akasi közvetítésével azonnali tűzszünetet sürgetett, és elítélte a HV behatolását a Banovina, a Kordun, Lika és Észak-Dalmácia területére, Knin közelében (UNCRO északi és déli szektor), valamint a HV és a katonaság behatolásait az RSK területére Kelet-Szlavóniába (UNCRO Északi zóna). A nyilatkozat felszólította az erők kivonását az északi, déli és keleti szektorok elválasztási zónáiból, de nem kért semmilyen kivonást az UNCRO Nyugati Szektorától – arról a területről, ahol éppen a Villám hadművelet zajlott. A nyilatkozatokat az ENSZ Biztonsági Tanácsa 994. számú határozatával támogatta. 1995 augusztusában, a Vihar hadművelet után az UNCRO kivonult Kelet-Szlavóniába.
Az RSK veresége tovább rontotta a szerb politikai helyzetet, és Szerbiában, valamint az RSK-ban arra késztette a politikusokat, hogy a vereségért egymást hibáztassák, a HV sikere pedig nagy lélektani lökést adott Horvátországnak. Horvátország létrehozta a Villám hadműveletben való részvételért járó emlékérmet, amelyet a hadműveletben részt vevő HV-csapatok tagjainak adományoztak. A Villám hadműveletről Okucsányban évente hivatalos ünnepségekkel emlékeznak meg, míg a szerbek a csata évfordulóját halottaikért tartott istentiszteletekkel ünneplik.
Az ENSZ Biztonsági Tanács 827. határozata alapján 1993-ban felállított Nemzetközi Büntetőtörvényszék, által perbe fogott Milan Martićot, az  RSK elnökét és Momčilo Perišićet, a Jugoszláv Szövetségi Köztársaság fegyveres erőinek vezérkari főnökét a Villám hadművelet idején elkövetett háborús bűnök, köztük a zágrábi rakétatámadások miatt is elítélték. 2007. június 12-én Martić 35 év, Perišić pedig 2011. szeptember 6-án 27 év börtönbüntetést kapott. Martić ítéletét az ICTY fellebbviteli tanácsa 2008. október 8-án megerősítette, miközben Perišić elítélését 2013. február 28-án hatályon kívül helyezték. 2012 áprilisában a horvát hatóságok nyomozást folytattak 23 személy meggyilkolása miatt az Újgradiska melletti Medariban, és vádat emeltek a varasdi fogolytáborban a hadifoglyokkal való állítólagos rossz bánásmód miatt is.
A háború befejezése után az alapvető emberi jogaikért folytatott küzdelem révén a Szerb Nemzeti Tanács biztosította a szerbek részleges visszatérését a Villám hadműveleteknek kitett területekre. A Human Rights Watch 1999-ben arról számolt be, hogy a diszkriminatív törvények és gyakorlatok miatt a szerbek nem élvezik horvát állampolgárként megillető polgári jogaikat, különösen igaz volt ez az ENSZ által korábban védett területeken, köztük Nyugat-Szlavóniában élő szerbekre. A 2017-es jelentésben az Amnesty International aggodalmának adott hangot amiatt, hogy a szerbeknek továbbra is akadályozzák tulajdonuk visszaszerzését. Beszámoltak arról, hogy a horvátországi szerbek továbbra is diszkriminációval szembesülnek a közszféra foglalkoztatásában és a háború alatt kiürült szociális lakások bérleti jogának visszaszolgáltatásában. Rámutattak a gyűlöletbeszédre is, mely a fasiszta ideológiát idézi és hogy a néhány város esetében a kisebbségi nyelvek és írásmódok használatához való jogok továbbra is átpolitizáltak és nem érvényesülnek. A horvát bíróságok azonban rendszeresen indítottak eljárást rágalmazás és személyek becsületének és jó hírnevének megsértése miatt. Ezeket a bűncselekményeket a büntető törvénykönyv szerint súlyos bűncselekmények közé sorolták.

## Fordítás
Ez a szócikk részben vagy egészben  az    Operation Flash című horvát Wikipédia-szócikk ezen változatának fordításán alapul.  Az eredeti cikk szerkesztőit annak laptörténete sorolja fel. Ez a jelzés csupán a megfogalmazás eredetét és a szerzői jogokat jelzi, nem szolgál a cikkben szereplő információk forrásmegjelöléseként.